# Садів (Румунія)
Садів, Садеу (рум. Sadău) — село у повіті Сучава в Румунії. Входить до складу комуни Бродіна.

## Географія
Село розташоване на відстані 386 км на північ від Бухареста, 68 км на захід від Сучави.
У селі річка Садеу впадає і Сучаву, праву притоку Серету.

## Населення
За даними перепису населення 2002 року у селі проживали 367 осіб.
Національний склад населення села:
| Національність | Кількість осіб | Відсоток |
| -------------- | -------------- | -------- |
| румуни         | 341            | 92,9%    |
| українці       | 26             | 7,1%     |

Рідною мовою назвали:
| Мова       | Кількість осіб | Відсоток |
| ---------- | -------------- | -------- |
| румунська  | 340            | 92,6%    |
| українська | 27             | 7,4%     |